# Francesc de Cardona i de Palou
Francesc de Cardona-Rocabertí / de Cardona i de Palou (? - ?).

## Antecedents familiars
Fill de Lluís de Cardona i de Queralt i Jerònima de Palou.

## Núpcies i descendents
Casat el gener de 1585 amb Francesca Rovira, vídua de Joan Ferrer, senyor de Claravalls. Van tenir els següents fills:
- Anna de Cardona i Rovira, es casà (1598) amb Pere Bernat Codina, senyor de la vila de Ponts.
- Elisabet de Cardona i Rovira.

## Biografia
El gener de 1598, atorga testament, a Barcelona, davant del notari públic Salvador Coll. Fent hereva universal, la seva filla Anna de Cardona. Nomenà com a marmessors a: 
- Francesca de Cardona i Rovira, esposa d'en Francesc de Cardona.
- Bernat de Cardona, oncle d'en Francesc, abat i futur president de la Generalitat de Catalunya.
- Galceran de Cardona, cosí germà d'en Francesc.
- Climent Cardona, cosí germà d'en Francesc.
- Jerònima Codina de Cardona, cosina germana d'en Francesc.
- Pere Bernat Codina, marit de Jerònima Codina de Cardona.
- Joan de Queralt, governador del Rosselló
- Pere de Queralt
- Lluís de Queralt
- Pau Salbà